# Wzgardzona (film 1937)
Wzgardzona (ang. Stella Dallas) – amerykański film z 1937 roku w reżyserii Kinga Vidora.

## Obsada
- Barbara Stanwyck jako Stella Dallas, z domu Martin
- John Boles jako Stephen Dallas
- Anne Shirley jako Laurel Dallas
- Barbara O'Neil jako Helen Morrison, później Helen Dallas
- Alan Hale jako Ed Munn
- Marjorie Main jako pani Martin, matka Stelli
- Edmund Elton jako pan "Pop" Martin, ojciec Stelli
- Tim Holt jako Richard Grosvenor III
- George Walcott jako Charlie Martin
- Lillian Yarbo jako Gladys (niewymieniona w czołówce)

## Nagrody i nominacje
| Nazwa nagrody | Wygrane            | Nominacje                                                                                           |
| ------------- | ------------------ | --------------------------------------------------------------------------------------------------- |
| Oscar         | 1938 bez rezultatu | 1938 Najlepsza aktorka pierwszoplanowa Barbara Stanwyck Najlepsza aktorka drugoplanowa Anne Shirley |